# Kalwaria Wielewska
Kalwaria Wielewska – drugi po Kalwarii Wejherowskiej obiekt tego typu na Pomorzu Gdańskim, położony na stokach Białej Góry, na południowy zachód od Wiela i Jeziora Wielewskiego. Pierwsze plany powstały w 1905 roku, zaś pozwolenie na budowę parafia uzyskała dopiero w 1915 roku. Fundatorami byli ks. Józef Szydzik oraz miejscowy gospodarz Durajewski, który przekazał grunty pod budowę kalwarii. Projekt powstał w Monachium w pracowni Theodora Mayra. Po przejściu księdza Szydzika w 1924 roku do Chełmży, budowę do jej zakończenia w 1927 roku kontynuował ks. Józef Wrycza. Kalwaria powstawała dzięki datkom parafian. 

## Architektura
W skład kalwarii wchodzą 22 obiekty (w tym 14 kaplic i 6 kompozycji rzeźbiarskich), m.in.:
- Kapliczka nad Cedronem, zbudowana w 1916 roku, ozdobiona rzeźbami „anioła”, „lwa”, „orła” i „wołu”, symbolizującymi czterech ewangelistów
- Święte Schody, zbudowane w latach 1916–1934, w których liczba stopni równa jest liczbie zdrowasiek różańca
- Kaplica Dom Kajfasza, zbudowana w 1916 roku, na planie ośmioboku, gdzie za kratami widać figurę Chrystusa
- Kaplica biczowania powstała w 1923 roku, poświęcona 28 maja 1924 roku przez ks. Szydzika
- Kaplica Pałac Piłata – I stacja Drogi Krzyżowej – zbudowana w 1922 roku, poświęcona 28 maja 1924 roku przez ks. Szydzika, będąca największym obiektem kalwarii, obudowana dwoma skrzydłami portyków, na balkonie znajduje się rzeźba Ecce homo (Oto człowiek) Wojciecha Durka; wewnątrz – Chrystus, Żyd i żołnierz trzymający zwój z napisem „Reus est moris” („Winien jest śmierci”), przed siedzącym Piłatem. Od tej kaplicy w dół do jeziora zasadzono napis „1914–1918” – dziś już niewidoczny
- Pan Jezus bierze krzyż na ramiona – II stacja Drogi Krzyżowej – rzeźba wykonana w 1927 roku przez Ignacego Zelka
- Pierwszy upadek Pana Jezusa – III stacja Drogi Krzyżowej – rzeźba wykonana w 1927 roku przez Ignacego Zelka
- Pan Jezus spotyka Matkę swoją – IV stacja Drogi Krzyżowej – dłuta Wojciecha Durka; postacie noszą rysy wielewian: Matka – Anna Durajewska, Żyd klęczący – Michał Durajewski (fundatorzy ziemi pod Kalwarię), żołnierz z dzidą – ks. Józef Wrycza
- Szymon z Cyreny pomaga nieść krzyż Panu Jezusowi – V stacja Drogi Krzyżowej – dzieło Wojciecha Durka, cyrenejczyk nosi rysy Józefa Durajewskiego
- Kaplica św. Weroniki – VI stacja Drogi Krzyżowej – zbudowana w 1916 roku, poświęcona 26 sierpnia przez ks. Dzięgelewskiego; na frontowej ścianie mieści się jedyny na Kalwarii krzyż papieski, na drugim szczycie – krzyż łaciński z zawieszoną chustą; wewnątrz-rzeźba polichromowana Franza Hubera i witraże Franza Zettlera
- Ambona, zbudowana w 1946 roku, w kształcie łodzi, kończąca cykl kaplic.

Do kalwarii zalicza się również tzw. Pustelnię, czyli budynek, który przez lata służył za mieszkanie dla opiekunów kalwarii.
Na Kalwarii Wielewskiej odbywają się dwa odpusty: „wielki” (w Święto Wniebowstąpienia Pana Jezusa) i „mały” (Matki Bożej Pocieszenia).
Kalwaria Wielewska (23 obiekty), została wpisana do rejestru zabytków województwa pomorskiego w dniu 1 lipca 1998 pod pozycją nr 1667 (dawny numer rejestru 1189).